# クロアントス
クロアントス（古希: Κλόανθος, Kloanthos, 羅: Cloanthus）は、ギリシア神話およびローマ神話の人物である。ラテン語でクロアントゥスとも表記される。アイネイアースの部下で、古代ローマのクルエンティウス氏族の祖とされる。トロイア陥落後、アイネイアースに従ってイタリアを目指して航海した。アンキーセースの葬礼競技ではボート競走に出場した。出だしこそはギュアースに次ぐ2番手であったが、他の出場者が岩礁に接触して順位を落とすなどする中で終始安定した走りを見せ、ムネーステウスらを抑えて1着でゴールした。